# Lyfe Jennings
Chester Jermaine Jennings (Toledo, Ohio, SAD, 3. lipnja 1973.), bolje poznat po svom umjetničkom imenu Lyfe Jennings, američki je pjevač, tekstopisac i glazbeni producent. Trenutno ima potpisan ugovor s diskografskim kućama Warner Bros. Records i Asylum Records. Svoju glazbenu karijeru započeo je 2003. godine, a svoj debitantski studijski album Lyfe 268‒192 objavio je 2004. godine. Dvije godine kasnije uslijedio je drugi studijski album The Phoenix. Godine 2008. objavio je treći album Lyfe Change, a 2010. četvrti I Still Believe.

## Raniji život
Lyfe Jennings je rođen kao Chester Jermaine Jennings, 3. lipnja 1973. godine u Toledu, Ohiju. Njegova ljubav za glazbu odvela ga je do toga da stvori grupu zajedno sa svoja dva rođaka i starijim bratom. Nakon što se grupa raspala, on je nastavio rad s glazbom. Tada je Jennings izgubio svoga oca koji je preminuo. Godine 1992. završio je u zatvoru zbog podmetanja požara. U zatvoru je nastavio pisati pjesme, te je ponovno počeo vjerovati u Boga. U zatvoru je bio deset godina. Nakon što je izašao iz zatvora, počeo je raditi na svom prvom albumu.

## Diskografija
- Lyfe 268‒192 (2004.)
- The Phoenix (2006.)
- Lyfe Change (2008.)
- I Still Believe (2010.)

## Vanjske poveznice
- Lyfe Jennings na Twitteru
- Lyfe Jennings na MySpaceu